# Pontarmé
Pontarmé település Franciaországban, Oise megyében. Lakosainak száma 896 fő (2022. január 1.). Pontarmé Senlis, Avilly-Saint-Léonard, Chantilly, La Chapelle-en-Serval, Mont-l’Évêque, Orry-la-Ville és Thiers-sur-Thève községekkel határos.

## Népesség
A település népességének változása:
| Lakosok száma | 846  | 818  | 815  | 817  | 833  | 849  | 872  | 889  | 896  |
|               | 2013 | 2015 | 2016 | 2017 | 2018 | 2019 | 2020 | 2021 | 2022 |